# تانیاتون سوکچاروئن
تانیاتون سوکچاروئن (انگلیسی: Thanyathon Sukcharoen؛ زادهٔ ۲۱ آوریل ۱۹۹۷) وزنه‌بردار اهل تایلند است.
وی در مسابقات کشوری و بین‌المللی در مجموع برندهٔ ۱ مدال برنز شده‌است.